# Reithrodon auritus
Reithrodon auritus és una espècie de mamífer rosegador de la família dels cricètids. Viu a altituds d'entre 0 i 3.000 msnm al sud del Brasil, l'Uruguai i l'Argentina (incloent-hi les illes Malvines). Els seus hàbitats naturals són la pampa, els camps oberts i els herbassars. És una espècie en risc mínim, és a dir, no sembla que hi hagi cap amenaça significativa per a la seva supervivència.

### Habitat
Es troba bàsicament en zones obertes com: camps cultivats, turons pedregosos i costes sorrenques. Habiten una àmplia gamma d'elevacions, fins als 2170 metres d'alçada. Solen viure en caus fets per altres espècies animals, però també utilitzen forats naturals entre roques.

### Alimentació
El Reithrodon auritus s'alimenta principalment d'herbes i altres plantes amb rizomes i arrels. Analitzant el contingut estomacal es va demostrar que la seva dieta només consistia en material vegetal.